# Ruaudin
Ruaudin is een gemeente in het Franse departement Sarthe (regio Pays de la Loire). De plaats maakt deel uit van het arrondissement Le Mans. Ruaudin telde op 1 januari 2022 3.492 inwoners.

## Geografie
De oppervlakte van Ruaudin bedroeg op 1 januari 2022 13,78 vierkante kilometer; de bevolkingsdichtheid was toen 253,4 inwoners per km².

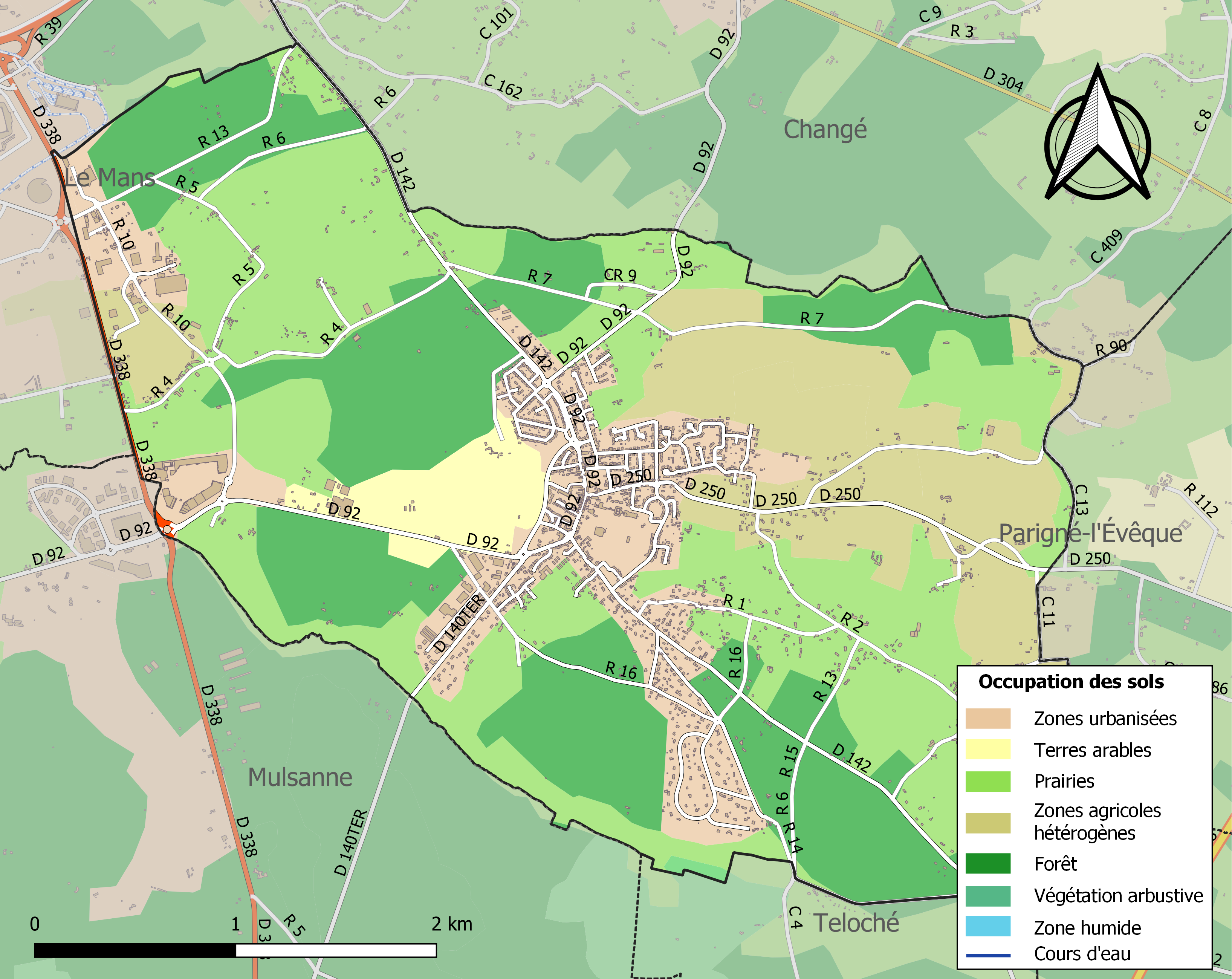
Kaart van de gemeente met de belangrijkste infrastructuur, bodemgebruik en omliggende gemeenten

## Demografie
Onderstaande figuur toont het verloop van het inwonertal (bron: INSEE-tellingen).